# Cuevas de Bellamar
Cuevas de Bellamar är en grotta i Kuba.   Den ligger i provinsen Matanzas, i den nordvästra delen av landet, 90 km öster om huvudstaden Havanna. Cuevas de Bellamar ligger 60 meter över havet.
Terrängen runt Cuevas de Bellamar är platt, och sluttar norrut. Runt Cuevas de Bellamar är det ganska glesbefolkat, med 47 invånare per kvadratkilometer. Närmaste större samhälle är Matanzas, 3,9 km nordväst om Cuevas de Bellamar. I omgivningarna runt Cuevas de Bellamar växer huvudsakligen savannskog.